# هجوم دير الزور (مايو–يونيو 2018)
كان هجوم دير الزور (مايو - يونيو 2018) هجومًا من قبل تنظيم الدولة الإسلامية (داعش) ضد المناطق التي تسيطر عليها الحكومة في محافظة دير الزور في شرق سوريا. خلال الهجوم، في 8 يونيو، تمكن مسلّحو داعش من اختراق مدينة البوكمال وسيطروا على أجزاء عديدة منها.

## الهجوم

### الهجمات والاعتداءات على الطريق السريع
في 22 مايو 2018، شنّ داعش هجومًا شارك فيه انتحاريون وعربات مدرعة على موقع عسكري جنوب شرق تدمر قُرب محطة T-3. أفادت مصادر غير حكومية أن ما بين 26 و 30 عسكريًا قُتلوا، بينهم 17 من غير السوريين، في حين أعلن الجيش السوري استشهاد 16 جنديًا. في اليوم التالي، هاجم مسلّحو داعش دورية عسكرية سورية روسية مشتركة بالقرب من مدينة الميادين. أسفرت الاشتباكات اللاحقة عن مقتل 26 جنديًا سوريًا و 5 من مقاتلي الشركات العسكرية الخاصة الروسية و 4 جنود من الشرطة الروسية. وذكرت روسيا أن 43 مسلحًا قُتلوا أيضًا. بالتزامن مع الهجوم، اعتدى داعش على ثلاث نقاط تفتيش عسكرية سورية في المنطقة نفسها. بعد ذلك بثلاثة أيام، شنّ داعش هجومين جديدين على الميادين والبوكمال.
في 4 يونيو، هاجم داعش القوات الحكومية على طول جبهة 100 كيلومتر تمتدّ من الميادين إلى البوكمال، واستولى على بلدتين في الضفة الغربية لنهر الفرات. هاجم المسلحون على جبهتين، حيث جاء مقاتلو داعش من الصحراء غرب الفرات، ومن أراضيهم على الضفة الشرقية للنهر. قبل الهجوم ببضعة أيام، عبر 400 مقاتل من تنظيم الدولة الإسلامية نهر الفرات من جيوبهم في الصحراء باتجاه الشرق بعد قصف عنيف لمواقع سورية. أدى الهجوم المسلح إلى قطع الطريق السريع الواصل بين دير الزور والبوكمال. وفي اليوم التالي، استعادت القوات السورية المناطق التي فقدتها.

### الهجوم على البوكمال
في 8 يونيو، جدد داعش هجومه، وتمكن من كسر خطوط الجيش حول البوكمال عن طريق 10 انتحاريين، بالإضافة لعدة سيارة مفخخة. تمكّن مقاتلو داعش من اقتحام البوكمال واقترب القتال من وسط المدينة. أدى الهجوم إلى قطع الطريق السريع مرة أخرى. ومع ذلك، سرعان ما شنّ الجيش السوري هجومًا مضادًا، وفي اليوم التالي أعلن الجيش السوري استعادة السيطرة على المدينة. استشهد خلال القتال اللواء علي محمد حسين القائد اللواء الحادي عشر في الجيش السوري في اشتباكات على أطراف البوكمال. كما قُتل قائد فرقة الصواريخ التابعة لحزب الله. في 10 يونيو، استمرّ هجوم داعش على البوكمال، إلى أن تمكّنت القوات السورية من استعادة السيطرة على المدينة بالكامل في 11 يونيو.

## الأحداث اللاحقة
في 17 يونيو، أفادت صحيفة المصدر نيوز أن تنظيم داعش شن هجومًا مفاجئًا على القوات السورية حول محطة ضخ T3 في الصحراء السورية مما أدى إلى تدمير دبابة وقتل العديد من الجنود. في اليوم التالي، أرسلت القوات السورية تعزيزات من الحرس الجمهوري وقوات الدفاع الوطني ولواء فاطميون بالإضافة إلى مقاتلين إضافيين من حزب الله، استعدادًا لعملية عسكرية جديدة ضد تنظيم داعش في المنطقة.
في 18 يونيو، نفذ سلاح الجو الإسرائيلي غارة جوية عدوانية استهدفت قوات الحشد الشعبي العراقية وكذلك حزب الله والحرس الثوري الإيراني في المنطقة، مما أسفر عن مقتل 52. ألقت سوريا وإيران باللوم في البداية على الولايات المتحدة، لكن تبيّن لاحقًا أن الغارة تم تنفيذها من قبل إسرائيل.